# Place de l’Hôtel-de-Ville – Esplanade de la Libération (Place de Grève)
A Place de l’Hôtel-de-Ville – Esplanade de la Libération (magyarul a Városháza tere) Párizsban található, Franciaország fővárosában. Neve 1803-ig Place de Grève volt,  

## Elhelyezkedés és megközelíthetőség
A tér 155 méter hosszú és 82 méter széles tér, mely Párizs IV. kerületében, a Saint-Merri negyedben található.

## Az elnevezés eredete

### Place de l’Hôtel-de-Ville – Esplanade de la Libération
A tér a párizsi városháza előtt található. 
2013. április 22-én átnevezték „Esplanade de la Libération” (Felszabadítás sétány), a Szabad Franciaország ellenállói emlékére, akik a szövetségesekkel és a felkelőkkel együtt felszabadították Párizst 1944. augusztus 24-ről 25-re virradó éjszakán.

### Place de Grève
A grève franciául sima, kavicsos talajjal borított tenger- vagy folyópartot jelent. Mielőtt a területet feltöltötték, illetve lekövezték, a mostani tér is ilyen kaviccsal borított folyópart lehetett.

## Place de Grève leírása
A Place de Grève a jelenlegi tér körülbelül negyede volt, többé-kevésbé trapéz alakú, amelynek rövidebbik oldala észak felé, a hosszabbik oldala pedig délre néz. 
A teret cölöpökkel kettéválasztották, az alsó részre, ami a kikötő volt, és a felső részre, ami a tér maga. 
A tér déli részén, a XIV. században egy gótikus kőkereszt állt, amelyhez 8 lépcsőfokon lehetett feljutni, teteje kovácsoltvasból állt. Ezt a keresztet az elítéltek utolsó imahelyének szánták, de figyelmeztető jelként szolgált az árvizek idején is. A tér közepén pedig akasztófa állt, amelyet IV. Henrik uralkodása alatt egy szökőkút váltott fel; a szökőkút 1674-ben elpusztult. 

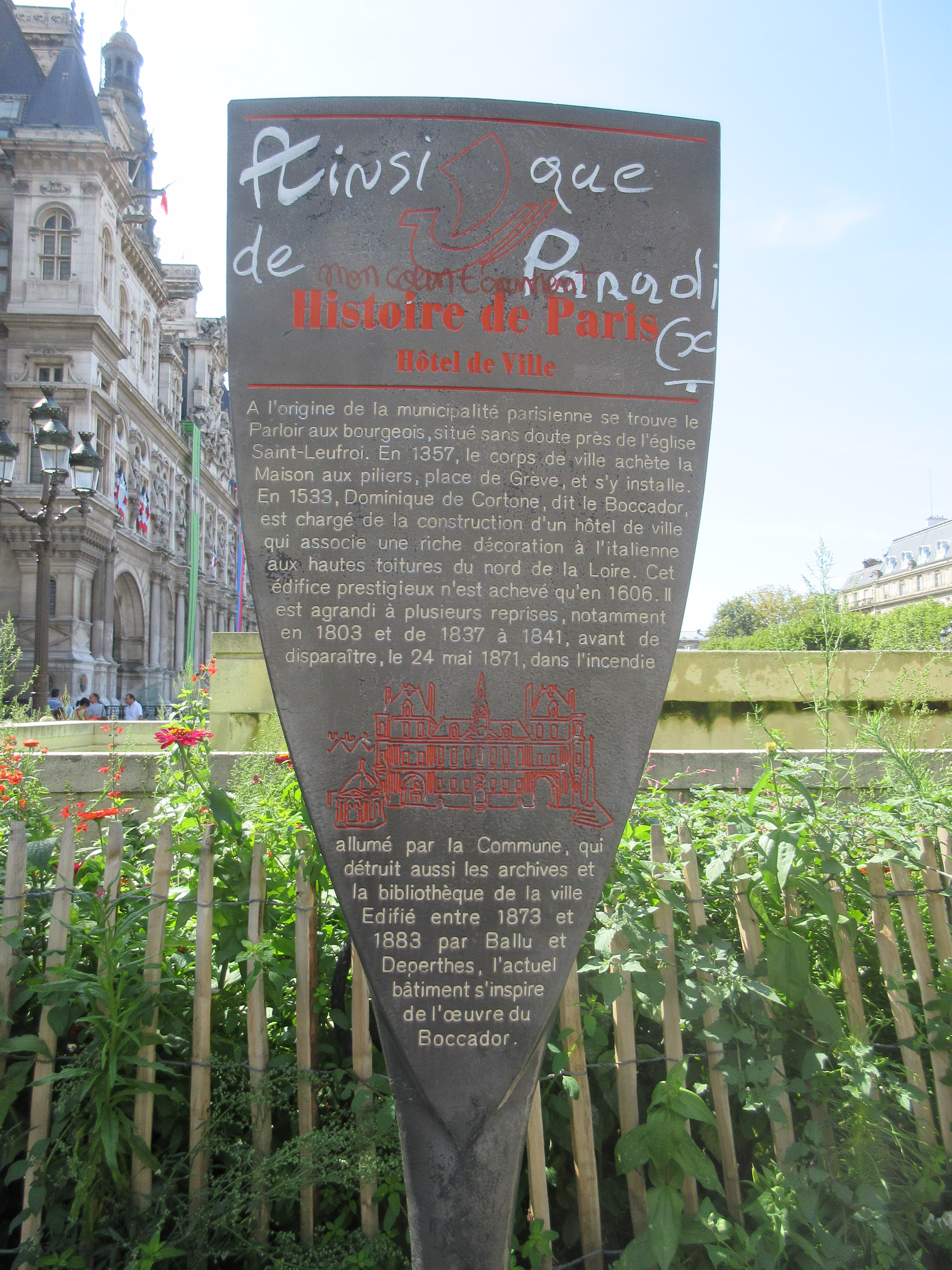
Párizs története olvasható a táblán

## Történelme

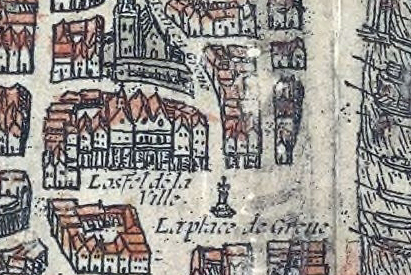
Az előtérben a Place de Grève, a háttérben a régi városháza, az 1533-ban kezdődött átépítése előtt, valamint az eltűnt Saint-Jean-en-Grève templom (Braun és Hogenberg terve 1530 körül)).

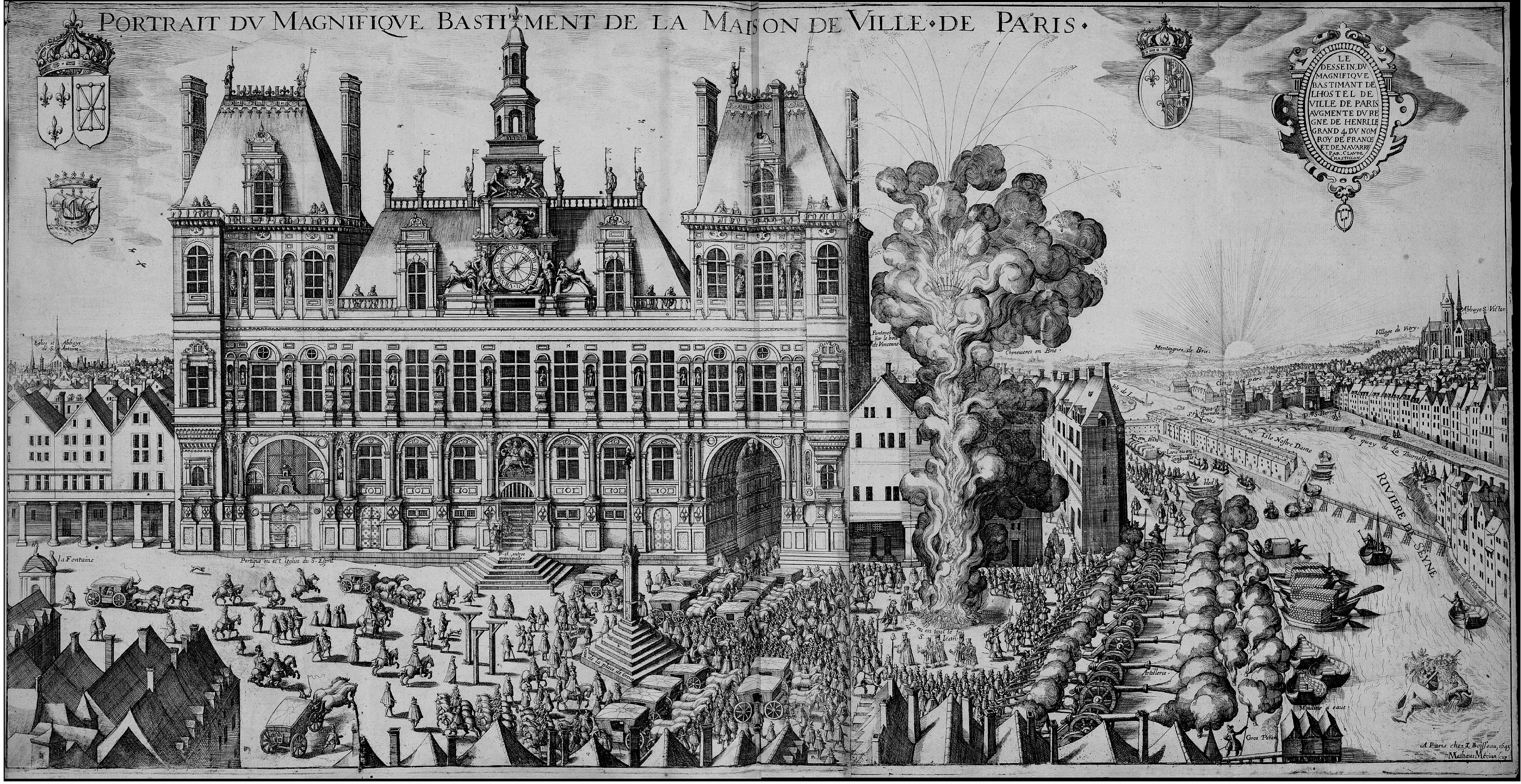
A régi városháza és a Place de Grève 1610 körül (Claude Chastillon).

A tér egykoron homokkal és kavicsokkal volt borítva, melyre a Szajnán érkező kereskedők könnyűszerrel kirakodhatták áruikat. 
Hamarosan kikötőt épült itt, amely fokozatosan felváltotta az Cité-szigeten található Saint-Landry kikötőt; az áruk eladására pedig piac létesült. A kikötőnek köszönhetően a Szajna jobb partja fejlődésnek indult, és egy nagyon sűrűn lakott negyed alakult ki a közelében.   
A téren kivégzéseket is végrehajtottak. Nem tudjuk, hogy a Place de Grève mikor szolgált először ilyen célt. Az első kivégzést 1310-ben jegyezték fel, amikor egy Marguerite Porette nevű nőt égettek el eretnekségért. 
A párizsi önkormányzat központja 1357 körül került ide, amikor Étienne Marcel, a kereskedők elöljárója megvásárolta a Maison aux Piliers-t. 
1362-ben alapították a Szentlélek kórházat a városházától északra. Templomát 1406-ban építették. Az épületegyüttest 1798-ban elpusztították. 
A borpiac is ide került át a 1413-ban. 
Miután I. Ferenc király hazatért az itáliai háborúból, úgy döntött, hogy a Maison de Piliers-t egy új épülettel helyettesíti, amelynek építésével az olasz Dominique Boccadort bízta meg. Az 1533-ban megtervezett épület csak 1628-ra készült el. 
Egy 1636-os kéziratban a tér „place de la Grève” néven szerepel. 
1653. július 4-én XIV. Lajos és Mazarin a téren tartott tűzijátékon és a városi önkormányzat által tartott díszvacsorán vett részt. 
1763. június 17-én tűzijátékot tartottak a téren a hétéves háborút lezáró béke kihirdetése alkalmából.   
1792. április 25-én a téren volt az első guillotine általi kivégzés. Az elítélt, Nicolas Jacques Pelletier, egyszerű tolvaj volt. A középkor óta a „kifinomultabb” büntetésekhez szokott tömeg csalódott volt a folyamat gyorsasága miatt. Másnapra dalocska is született, amelyben visszakövetelték az akasztófát. 
1794 novemberétől 1795 májusáig a guillotine újra a téren állt. Többek között itt végezték ki a Konvent képviselőjét, Jean-Baptiste Carrier-t és  Fouquier-Tinville közvádlót. 

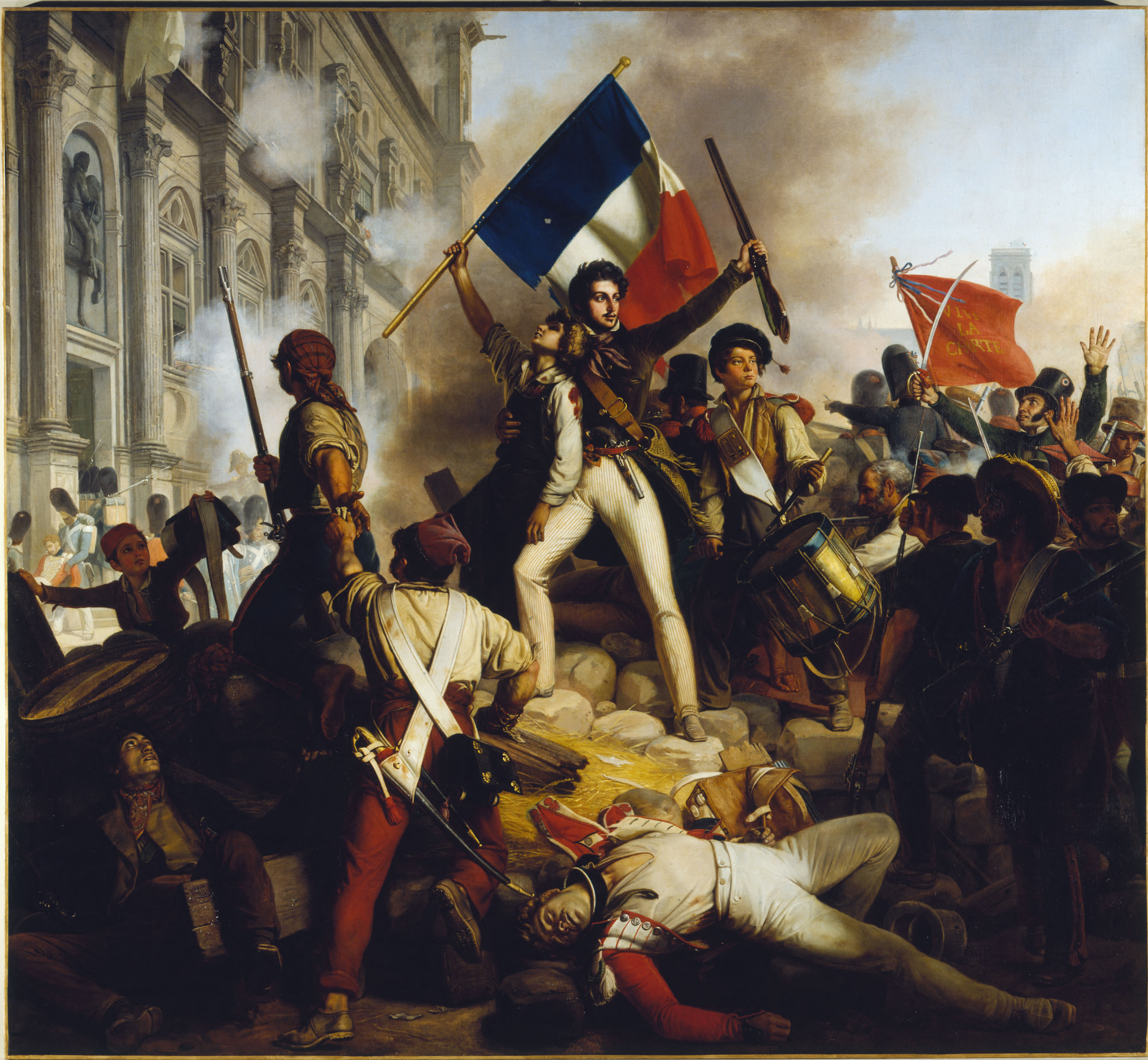
Jean-Victor Schnetz, Harc a városháza előtt, 1830 július 28, Párizs, a Musée du Petit Palais.

A teret 1803. március 19-én  nevezték el Place de l’Hôtel-de-Ville-nek (Városháza tér).   
A tér jelenlegi arculatát a XIX. század második felében nyerte el, amikor III. Napóleon idejében átalakították Párizst Haussmann báró irányítása alatt.   

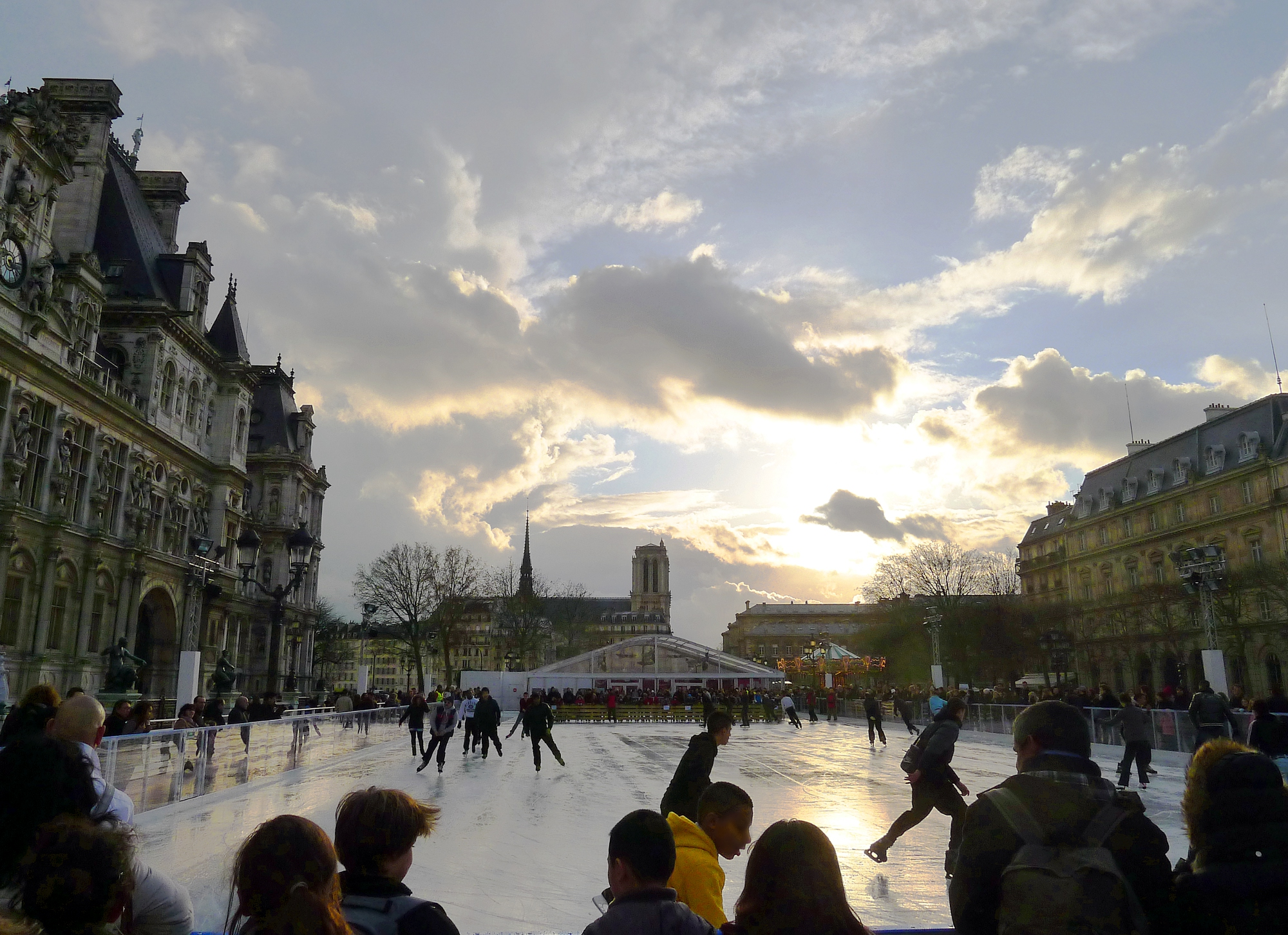
Place de l’Hôtel-de-Ville télen (2011. decemberben) egy jégpályával.

A Kommün idején elszenvedett pusztítások után a városházát újraépítették.
A tér 1982 óta a gyalogosok számára fenntartott hely. 
A Párizsi Tanács 2013. április 22-i határozata alapján a tér hivatalosan „Place de l’Hôtel-de-Ville – Esplanade de la Libération” nevet kapja , Párizs 1944-es felszabadítói előtt tisztelegve. 
Napjainkban a tér számos kulturális esemény helyszíne:
- telente gyakran hatalmas jégpályát alakítanak ki a téren;
- tavasszal a véradás népszerűsítését célzó eseményeket tartanak itt;
- a nagyobb sportestek alkalmával kivetítőt szerelnek fel a téren ( Labdarúgás Világbajnokság, Rugby világbajnokság);
- 2009 óta minden nyáron ingyenes koncerteket tartanak (ezek a koncertek korábban a Szajna partján voltak);

## Fordítás
- Ez a szócikk részben vagy egészben  a   Place de l'Hôtel-de-Ville - Esplanade de la Libération című francia Wikipédia-szócikk fordításán alapul.  Az eredeti cikk szerkesztőit annak laptörténete sorolja fel. Ez a jelzés csupán a megfogalmazás eredetét és a szerzői jogokat jelzi, nem szolgál a cikkben szereplő információk forrásmegjelöléseként.

## További információ
- Jean de La Tynna: Dictionnaire topographique, étymologique et historique des rues de Paris, 1817.
- Jacques Hillairet: Dictionnaire historique des rues de Paris
- Félix et Louis Lazare: Dictionnaire administratif et historique des rues de Paris et de ses monuments